# Polygala sparsiflora
Polygala sparsiflora är en jungfrulinsväxtart som beskrevs av Oliver. Polygala sparsiflora ingår i släktet jungfrulinssläktet, och familjen jungfrulinsväxter. Utöver nominatformen finns också underarten P. s. ukirensis.